# 잃어버린 마법의 섬 홋타라케
잃어버린 마법의 섬 홋타라케(ホッタラケの島 〜遥と魔法の鏡〜, Oblivion Island: Haruka And The Magic Mirror)는 일본에서 제작된 사토 신스케 감독의 2009년 3D 애니메이션, 액션, 모험 영화이다. 아야세 하루카 등이 주연으로 출연하였고 모리시타 카츠지 등이 제작에 참여하였다.

## 출연

### 주연
- 아야세 하루카
- 사와시로 미유키

### 조연
- 토다 나호
- 오모리 나오
- 타니무라 미츠키

## 제작진
- 프로듀서: 다카기 신지
- 제작보: 이나바 나오토
- 공동제작: 카메야마 치히로
- 라인프로듀서: 마키노 하루야스